# Albert-Ernest Carrier-Belleuse

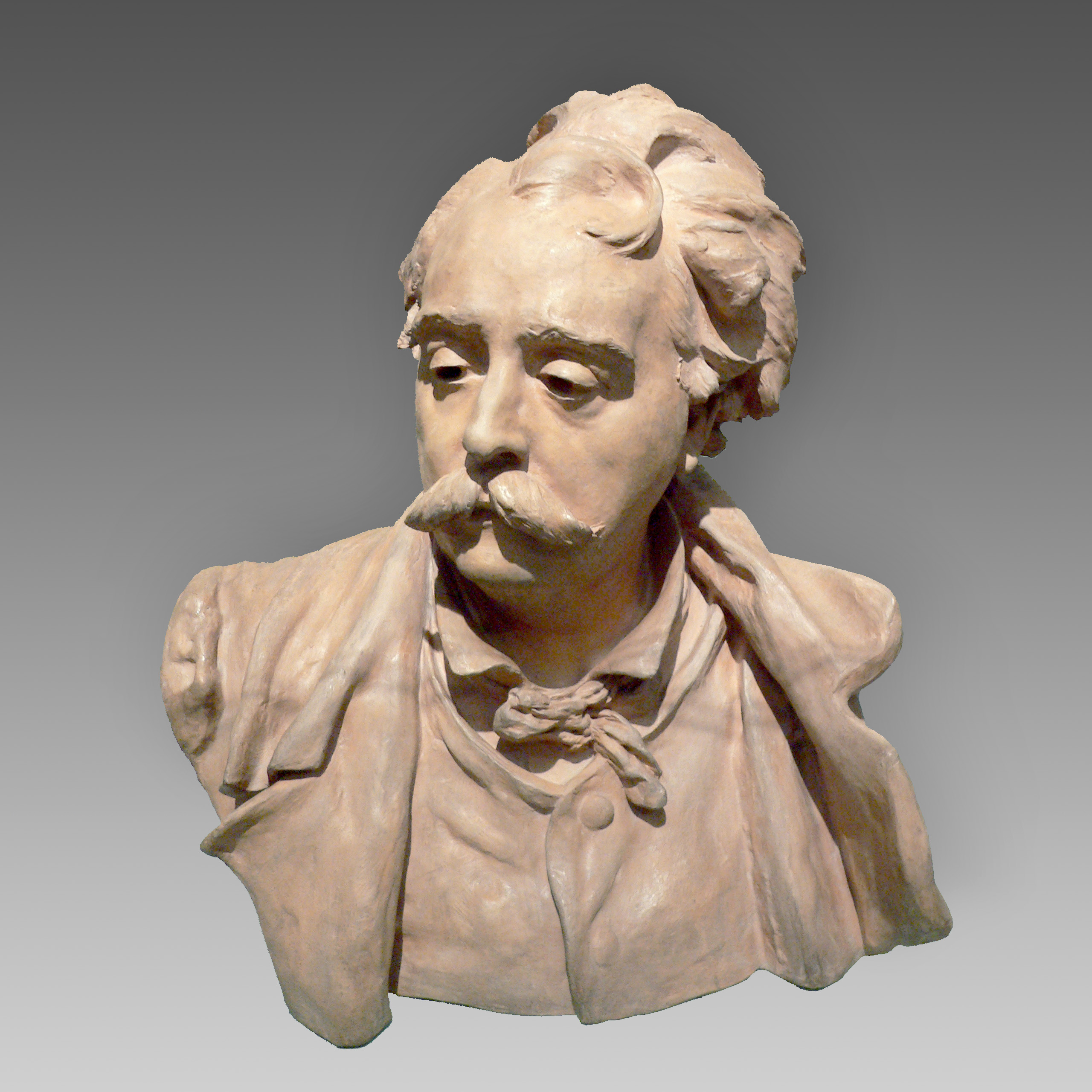
Byst föreställande Albert-Ernest Carrier-Belleuse av Auguste Rodin

Albert-Ernest Carrier-Belleuse, född 12 juni 1824, död 4 juni 1887, var en fransk skulptör.
Carrier-Belleuse var lärjunge till David d'Angers, och utförde porträttbyster samt statyer med romantiska ämnen, och var från 1876 ledare för porslinsfabriken i Sèvres. Carrier-Belleuse är representerad vid bland annat Göteborgs konstmuseum.

## Utmärkelser
- Riddare av Leopoldsorden,  1869
- Officer av Hederslegionen,  1884[4]

[Redigera Wikidata]